# 秦勇 (1976年5月)
秦勇 (1976年5月—)，山东人，兰州大学教授，主要从事新型材料合成与物性研究、功能纳米器件、纳米能源技术等方面的研究工作。担任中国材料研究学会理事，入选中华人民共和国教育部"长江学者"特聘教授。